# Espelho d'Água - Uma Viagem no Rio São Francisco
Espelho d'Água - Uma Viagem no Rio São Francisco é um filme do brasileiro de 2004, do gênero drama, dirigido por Marcus Vinícius Cesar.

## Elenco
- Fábio Assunção.... Henrique
- Francisco Carvalho.... Abel
- Carla Regina.... Celeste
- Regina Dourado.... Penha
- José Ricardo.... Tonho
- Aramis Trindade.... Zé da Carranca
- Charles Paraventi.... Olavo
- Analu Tavares.... Ana
- Perry Salles.... velho do rodeador
- Gabriel Salles.... Abel (criança)
- Severino D'Acelino.... Candelário
- Rogério Costa.... Cipriano
- Chico de Assis Carvalho.... Jasão
- Prazeres Barbosa.... Almerinda
- Chica Carelli.... Sidó (voz)

## Principais prêmios e indicações
- Ganhou dois prêmios no Cine PE - Festival do Audiovisual, nas categorias de melhor ator coadjuvante (Francisco Carvalho) e melhor atriz coadjuvante (Regina Dourado).